# トビアス・レフェルス
トビアス・レフェルス（Tobias Levels 、1986年11月22日 - ）は、ドイツ・ノルトライン＝ヴェストファーレン州テニスフォルスト出身の元プロサッカー選手。現役時代のポジションは、ディフェンダー。

## 経歴
オランダにルーツをもつ.。
1999年以降ボルシア・メンヒェングラートバッハの下部組織で育成され、2006年にトップ昇格。2011シーズンからフォルトゥナ・デュッセルドルフにレンタル移籍し翌シーズン完全移籍。
2014年夏にデュッセルドルフとの契約が満了し3ヶ月以上無所属の状態が続いた。11月に2. ブンデスリーガのFCインゴルシュタット04のトライアルを受けシーズン終了までの契約を結んだ。2016年5月に契約を2018年まで更新。